# فروسلیت
فروسلیت (Ferroselite) راست‌لوزی (ارتورومبیک) و پلی‌مورف ایزومتریک آن یعنی جارکنیت (Dzharkenite)، سلنیدهای آهنی با فرمول عمومی FeSe 2 هستند که در محیط‌های بدون اکسیژن رسوب می‌کنند. آنها منبع سلنیوم در کوه‌های راکی هستند که در آن وقوع سلنیوم با رسوبات شیل کرتاسه پسین مرتبط است.
در چارچوب محاسبات ارزیابی ایمنی انجام شده برای دفع ضایعات رادیواکتیو سطح بالا، فروسلیت و جارکنیت نیز در محاسبات ژئوشیمیایی به عنوان یکی از فازهای معدنی محدود کننده حلالیت سلنیوم-۷۹ در نظر گرفته می‌شوند.

## نام‌ها
نوع محلی جارکنیت در نهشته سولوچکینسکویه Se-U در فرورفتگی جارکنسکایا رودخانه ایلی میانی، استان آلماتی، در جنوب شرقی قزاقستان است. این کانه در سال ۱۹۹۵ کشف شد و به نام این فرورفتگی نامگذاری شد.
فروسلیت برای اولین بار در سال ۱۹۵۵ در ذخایر اورانیوم اوست-اویوک در تووا، سیبری گزارش شد. نام آن از واژه لاتین ferro (آهن) و "sel" برای سلنیوم گرفته شده‌است.